# Munroa
Munroa és un gènere de plantes de la subfamília de les cloridòidies, família de les poàcies. És originària dels Estats Units i dels Andes.
El gènere fou descrit per John Torrey i descrit a Reports of explorations and surveys: to ascertain the most practicable and economical route for a railroad from the Mississippi River to the Pacific Ocean, made under the direction of the Secretary of War 4(5): 158. 1857.
El nom del gènere va ser atorgat en honor de William Munro, militar i botànic anglès.

## Taxonomia
- Munroa andina Phil.
- Munroa argentina Griseb.
- Munroa benthamiana
- Munroa decumbens Phil.
- Munroa mendocina Phil.
- Munroa multiflora Phil.
- Munroa squarrosa (Nutt.)Torr.